# Neoeutrypanus inustus
Neoeutrypanus inustus (лат.) — вид усачей трибы Acanthocinini из подсемейства ламиин.

## Описание
Коренастые жуки с булавовидными бёдрам. От близких видов отличается следующими признаками:
переднегрудь с острым боковым бугорком; чётко обозначены боковые кили надкрылий; пронотум с тупым округлым выступом по бокам от середины в передней половине; усики со щетинками; переднегрудь со срединным латеральным бугорком; первый членик задних лапок немного длиннее, чем два следующих вместе.

## Распространение
Встречаются в Южной Америке: Бразилия, Французская Гвиана.